# Julia Donaldson
Julia Donaldson, née le 16 septembre 1948 à Londres, est une autrice britannique de littérature de jeunesse. Elle est notamment connue pour avoir créé Le Gruffalo. En janvier 2025, elle est devenue l'autrice la plus vendue en Grande-Bretagne, dépassant J.K. Rowling de quelque 600 000 ventes. Ses récits sont généralement illustrés par Axel Scheffler.

## Biographie

### Enfance et formation
Julia Donaldson, née Julia Catherine Shields en 1948, grandit dans une maison près de Hampstead Heath au nord de Londres avec toute sa famille : mère, père, sœur, tante, oncle, grand-mère. Ils vivent sur trois étages et forment une famille de musiciens. Son père, maître de conférences à l'hôpital Maudsley, joue du violoncelle dans des quatuors à cordes, sa mère chante dans la chorale locale et sa grand-mère lui fait découvrir la poésie d'Edward Lear,. Elle a une soeur prénommée Marie.  
Elle décide de devenir poète lorsque son père lui offre un exemplaire de A Book of 1,000 Poems, un recueil de poésie classique pour enfants qui l'incite à s'adresser à eux en vers. Elle se produit souvent sur scène, à l'école comme à la maison. À 12 ans, elle décroche un rôle de doublure dans Le Songe d'une nuit d'été au théâtre Old Vic de Bristol. Parmi les acteurs figure la jeune Judi Dench.  
Elle réalise des études d'allemand et de français ainsi que d'art dramatique, à l'Université de Bristol,. Elle apprend également la guitare. En 1969, elle part six mois en France durant lesquels elle forme un groupe de musique avec trois amis : Maureen Purkis, Colin Sell (futur pianiste de l'émission I'm Sorry I Haven't a Clue sur Radio 4) et Malcolm Donaldson qui deviendra son futur mari. Ils se produisent à Paris et Avignon, puis à Seattle et San Francisco.

### Carrière
A partir des années 1970, Julia Donaldson, mariée et installée à Brighton, écrit de nombreuses chansons pour des émissions jeunesse de la BBC, chante dans des clubs folkloriques, réalise des missions dans l'édition et à la radio, et anime un atelier de théâtre pour enfants défavorisés, inventant de petites pièces avec quelques accessoires et costumes. Elle enseigne également l'anglais pendant deux ans dans une école privée pour filles,.
En 1991, la maison d'édition Methuen l'appelle à l'improviste pour lui demander si une chanson vieille de 16 ans, intitulée A Squash and a Squeeze et racontant l'histoire d'une vieille dame qui se plaint que son cottage est trop surpeuplé, pourrait être adaptée en livre pour enfants. Elle accepte et, à l'âge de 45 ans, en 1993, elle publie donc son premier livre jeunesse, A Squash and a Squeeze. L'ouvrage remporte le prix Nestlé Smarties. Il est traduit en français sous le titre La ferme riquiqui. En 2020, on dénombre plus de 1,5 million d'exemplaires vendus.
En 1999, elle publie son troisième livre, Le Gruffalo. Il raconte l'histoire d'une souris rusée qui repousse les prédateurs de la forêt (renard, hibou, serpent) en leur annonçant qu'elle va rencontrer un Gruffalo effrayant (mais inventé) dont le plat préféré est le renard rôti, le hibou bouilli et le serpent frit. Lorsque la souris rencontre un vrai Gruffalo dans la forêt, elle parvient à ne pas être dévorée en convainquant le monstre qu'il est l'espèce la plus effrayante de la forêt. En 2015, on dénombre plus de 13 millions d'exemplaires vendus dans le monde entier et traduits en 65 langues,.
Elle publiera ensuite plus de 200 livres (principalement des albums illustrés, mais aussi de la poésie, des pièces de théâtre et un roman pour jeunes adolescents), dont seulement 60 sont disponibles en librairie, les autres étant destinés aux récitations en classe et autres activités similaires. Plusieurs sont adaptés au théâtre et au cinéma d'animation de la BBC et il existe même des produits dérivés. Ils sont illustrés par plus d'une douzaine d'illustrateurs, le principal étant Axel Scheffler. Parallèllement, elle adapte également des livres pour la scène et les joue avec son mari dans les écoles et lors de festivals littéraires.
En 2011, pendant deux ans, elle occupe la position de Children's Laureate et est faite membre de l'ordre de l'Empire britannique (MBE),. Elle crée Plays to Read, une série de 60 mini-drames à lire en classe pour six personnages, et un site web interactif, PictureBookPlays, pour encourager les enfants à transformer leurs livres d'images préférés en pièces de théâtre. Elle fait également pression sur le gouvernement contre la fermeture des bibliothèques britanniques.
En 2019 et 2023, elle est sélectionnée pour le prestigieux prix suédois, le Prix commémoratif Astrid-Lindgren,.
En 2020, un livre de Julia Donaldson se vend environ toutes les 11 secondes. Entre 2010 et 2019, plus de 27 millions de livres sont achetés au Royaume-Uni, faisant d'elle l'autrice la plus vendue de la décennie, toutes tranches d'âge et tous genres confondus, selon la base de données Nielsen Booksca.

### Vie privée
En 1972, elle épouse Malcolm Donaldson, devenu pédiatre, s'installe à Brighton et met au monde trois enfants. La famille déménage ensuite à Bristol, puis à Glasgow où elle vivra 25 ans, avant de s'établir à Steyning,. Son mari décède en 2024 à l'âge de 75 ans.  

## Distinctions
- 1991 : prix Nestlé Smarties pour A Squash and a Squeeze[2]
- 2011 : prix Children's Laureate[3]
- 2011 : devient membre de l'ordre de l'Empire britannique (MBE)[5]
- 2019 :  Sélection pour le Prix commémoratif Astrid-Lindgren[7]

- 2023 :  Sélection pour le Prix commémoratif Astrid-Lindgren[6]

## Publications
| Année | Titre                                                                        | ISBN                     | Illustrateur        | Notes                          |
| ----- | ---------------------------------------------------------------------------- | ------------------------ | ------------------- | ------------------------------ |
| 1993  | A Squash and a Squeeze                                                       | (ISBN 1-4050-0477-0)     | Axel Scheffler      |                                |
| 1998  | Books and Crooks (Play)                                                      | (ISBN 978-0-7487-3656-0) |                     |                                |
| 1999  | Gruffalo                                                                     | (ISBN 0-333-71093-2)     | Axel Scheffler      |                                |
| 2000  | Monkey Puzzle                                                                | (ISBN 0-333-72001-6)     | Axel Scheffler      |                                |
| 2000  | Hide-and-Seek Pig (Tales from Acorn Wood)                                    | (ISBN 978-0-333-96625-9) | Axel Scheffler      |                                |
| 2000  | Postman Bear (Tales from Acorn Wood)                                         | (ISBN 978-0-333-96624-2) | Axel Scheffler      |                                |
| 2000  | Fox's Socks (Tales from Acorn Wood)                                          | (ISBN 978-0-333-96623-5) | Axel Scheffler      |                                |
| 2000  | Rabbit's Nap (Tales from Acorn Wood)                                         | (ISBN 978-1-4052-1788-0) | Axel Scheffler      |                                |
| 2002  | Room on the Broom (La sorcière dans les airs)                                | (ISBN 0-333-90338-2)     | Axel Scheffler      |                                |
| 2002  | The Smartest Giant in Town                                                   | (ISBN 0-333-96396-2)     | Axel Scheffler      |                                |
| 2002  | Night Monkey, Day Monkey                                                     | (ISBN 978-0-7497-4893-7) | Lucy Richards       |                                |
| 2003  | The Snail and the Whale (La Baleine et l'Escargote)                          | (ISBN 0-333-98224-X)     | Axel Scheffler      |                                |
| 2003  | The Dinosaur's Diary                                                         | (ISBN 0-141-31382-X)     |                     |                                |
| 2004  | One Ted Falls Out of Bed                                                     | (ISBN 0-333-94782-7)     | Anna Currey         |                                |
| 2004  | The Gruffalo's Child (Le petit Gruffalo)                                     | (ISBN 1-4050-2045-8)     | Axel Scheffler      |                                |
| 2004  | The Giants and the Joneses                                                   | (ISBN 0-8050-7805-3)     | Greg Swearingen     |                                |
| 2004  | The Magic Paintbrush                                                         | (ISBN 978-0-333-96443-9) | Joel Stewart        |                                |
| 2004  | The Wrong Kind of Bark                                                       | (ISBN 1-4052-1062-1)     | Garry Parsons       |                                |
| 2004  | Brick-a-Breck                                                                | (ISBN 0-7136-6441-X)     | Philippe Dupasquier |                                |
| 2004  | Bombs and Blackberries                                                       | (ISBN 0-7502-4125-X)     | Thomas Docherty     |                                |
| 2004  | The Head in the Sand: A Roman Play                                           | (ISBN 0-7502-4127-6)     | Ross Collins        |                                |
| 2005  | Chocolate Mousse for Greedy Goose                                            | (ISBN 1-405-02190-X)     | Nick Sharratt       |                                |
| 2005  | Charlie Cook's Favourite Book (Les Histoires à tiroirs de Charlie Grimmoire) | (ISBN 978-1-4050-3469-2) | Axel Scheffler      |                                |
| 2005  | The Gruffalo Song and Other Songs                                            | (ISBN 1-4050-2234-5)     | Axel Scheffler      |                                |
| 2005  | The Quick Brown Fox Club                                                     | (ISBN 1-4052-1268-3)     | Lucy Richards       |                                |
| 2005  | Sharing a Shell                                                              | (ISBN 978-1-4050-2048-0) | Lydia Monks         |                                |
| 2005  | Spinderella                                                                  | (ISBN 978-1-4052-8272-7) | Sebastien Braun     |                                |
| 2005  | Wriggle and Roar                                                             | (ISBN 1-4050-2166-7)     | Nick Sharratt       |                                |
| 2005  | Crazy Mayonnaisy Mum                                                         | (ISBN 0-3304-1490-9)     | Nick Sharratt       |                                |
| 2005  | Princess Mirror-Belle                                                        | (ISBN 0-3304-1530-1)     | Lydia Monks         |                                |
| 2005  | Princess Mirror-Belle and the Magic Shoes                                    | (ISBN 1-4050-4867-0)     | Lydia Monks         |                                |
| 2005  | Princess Mirror-Belle and the Flying Horse                                   | (ISBN 0-3304-3795-X)     | Lydia Monks         |                                |
| 2006  | The Princess and the Wizard                                                  | (ISBN 978-1-4050-5313-6) | Lydia Monks         |                                |
| 2006  | Room on the Broom and Other Songs                                            | (ISBN 978-1-4050-9101-5) | Axel Scheffler      |                                |
| 2006  | Rosie's Hat                                                                  | (ISBN 978-1-4050-0007-9) | Anna Currey         |                                |
| 2006  | Hippo Has a Hat                                                              | (ISBN 978-1-4050-2192-0) | Nick Sharratt       |                                |
| 2006  | Play Time! A Selection of Plays                                              | (ISBN 0-3304-4595-2)     |                     |                                |
| 2007  | Follow the Swallow                                                           | (ISBN 978-1-4052-1788-0) | Martin Ursell       |                                |
| 2007  | Tiddler                                                                      | (ISBN 978-0-439-94377-2) | Axel Scheffler      |                                |
| 2007  | Tyrannosaurus Drip                                                           | (ISBN 978-1-4050-9000-1) | David Roberts       |                                |
| 2008  | One Mole Digging a Hole                                                      | (ISBN 978-0-2307-0647-7) | Nick Sharratt       |                                |
| 2008  | Stick Man (Monsieur Bout-de-bois)                                            | (ISBN 978-1-4071-0882-7) | Axel Scheffler      |                                |
| 2009  | Toddle Waddle                                                                | (ISBN 978-0-230-70648-4) | Nick Sharratt       |                                |
| 2009  | What the Ladybird Heard                                                      | (ISBN 978-0-2307-0650-7) | Lydia Monks         |                                |
| 2009  | Tabby McTat                                                                  | (ISBN 978-1-4071-0924-4) | Axel Scheffler      |                                |
| 2009  | The Troll                                                                    | (ISBN 978-0-230-01793-1) | David Roberts       |                                |
| 2009  | Running on the Cracks                                                        | (ISBN 978-1-4052-2233-4) |                     | Premier roman pour adolescents |
| 2010  | Cave Baby                                                                    | (ISBN 978-0-3305-2276-2) | Emily Gravett       |                                |
| 2010  | Zog (Zébulon le dragon)                                                      | (ISBN 978-1-4071-1556-6) | Axel Scheffler      |                                |
| 2011  | Freddie and the Fairy                                                        | (ISBN 978-0-3305-1118-6) | Karen George        |                                |
| 2011  | The Rhyming Rabbit                                                           | (ISBN 978-0-2307-4103-4) | Lydia Monks         |                                |
| 2011  | The Highway Rat (Le Rat scélérat)                                            | (ISBN 978-1-4071-2437-7) | Axel Scheffler      |                                |
| 2011  | The Gruffalo's Child and Other Songs                                         | (ISBN 978-0-2307-6173-5) | Axel Scheffler      |                                |
| 2011  | Jack and the Flumflum Tree                                                   | (ISBN 978-0-230-71023-8) | David Roberts       |                                |
| 2012  | Goat Goes to Playgroup                                                       | (ISBN 978-1447254843)    | Nick Sharratt       |                                |
| 2012  | The Singing Mermaid                                                          | (ISBN 978-0230-75044-9)  | Lydia Monks         |                                |
| 2012  | Superworm (Superasticot)                                                     | (ISBN 978-1-4071-3204-4) | Axel Scheffler      |                                |
| 2012  | The Paper Dolls                                                              | (ISBN 978-0-2307-4108-9) | Rebecca Cobb        |                                |
| 2012  | The Snake Who Came to Stay                                                   | (ISBN 978-1-7811-2008-8) | Hannah Shaw         |                                |
| 2012  | Mr Birdsnest and the House Next Door                                         | (ISBN 978-1-7811-2005-7) | Hannah Shaw         |                                |
| 2013  | Sugarlump and the Unicorn                                                    | (ISBN 978-1-4472-4019-8) | Lydia Monks         |                                |
| 2013  | The Further Adventures of the Owl and the Pussy-cat                          | (ISBN 978-0-1413-3288-8) | Charlotte Voake     |                                |
| 2014  | The Flying Bath                                                              | (ISBN 978-0-2307-4260-4) | David Roberts       |                                |
| 2014  | The Scarecrows' Wedding                                                      | (ISBN 978-1-4071-4441-2) | Axel Scheffler      |                                |
| 2015  | What the Ladybird Heard Next                                                 | (ISBN 9781447275954)     | Lydia Monks         |                                |
| 2016  | The Detective Dog                                                            | (ISBN 978-1-5098-0159-6) | Sara Ogilvie        |                                |
| 2016  | Princess Mirror-Belle and Prince Precious Paws                               | (ISBN 9781447285649)     | Lydia Monks         |                                |
| 2017  | Zog and the Flying Doctors                                                   | (ISBN 978-1-4071-7350-4) | Axel Scheffler      |                                |
| 2017  | The Everywhere Bear                                                          | (ISBN 978-1-4472-8073-6) | Rebecca Cobb        |                                |
| 2017  | The Ugly Five                                                                | (ISBN 978-1-4071-7419-8) | Axel Scheffler      |                                |
| 2018  | Animalphabet                                                                 | (ISBN 9780525554158)     | Sharon King-Chai    |                                |
| 2018  | What the Ladybird Heard on Holiday                                           | (ISBN 978-1509837335)    | Lydia Monks         |                                |
| 2018  | The Cook and the King                                                        | (ISBN 978-1-5098-1377-3) | David Roberts       |                                |
| 2019  | The Smeds and the Smoos (Les Tourouges et les Toubleus)                      | (ISBN 978-1407188898)    | Axel Scheffler      |                                |
| 2020  | The Hospital Dog                                                             | (ISBN 978-1509868315)    | Sara Ogilvie        |                                |
| 2021  | Cat's Cookbook (Tales from Acorn Wood)                                       | (ISBN 978-1-5290-3436-3) | Axel Scheffler      |                                |
| 2021  | Squirrel's Snowman (Tales from Acorn Wood)                                   | (ISBN 978-1529034370)    | Axel Scheffler      |                                |
| 2022  | The Baddies                                                                  | (ISBN 978-0702303517)    | Axel Scheffler      |                                |
| 2022  | Badger's Band (Tales from Acorn Wood)                                        | (ISBN 978-1-5290-3439-4) | Axel Scheffler      |                                |
| 2022  | Mole's Spectacles (Tales from Acorn Wood)                                    | (ISBN 978-1529034387)    | Axel Scheffler      |                                |
| 2023  | The Oak Tree                                                                 | (ISBN 978-0702324352)    | Victoria Sandøy     |                                |
| 2023  | Dormouse Has a Cold (Tales from Acorn Wood)                                  | (ISBN 978-1035006908)    | Axel Scheffler      |                                |
| 2024  | Frog's Day Out (Tales from Acorn Wood)                                       | (ISBN 978-1035006885)    | Axel Scheffler      |                                |
| 2024  | Jonty Gentoo - The Adventures of a Penguin                                   | (ISBN 978-0702329432)    | Axel Scheffler      |                                |

## Adaptations de son œuvre
Sauf indication contraire, les informations mentionnées dans cette section peuvent être confirmées par les bases de données cinématographiques IMDb et Allociné,  présentes dans la section « Liens externes ».
La société Magic Light Pictures (en) a produit ou coproduit plusieurs courts métrages d'animation adaptés de son œuvre et Julia Donaldson a coécrit l'adaptation des premiers :
- 2009 : Le Gruffalo (The Gruffalo), réalisé par Max Lang et Jakob Schuh - participation de Julia Donaldson à l'adaptation
- 2011 : Le Petit Gruffalo (The Gruffalo's Child), réalisé par Uwe Heidschötter et Johannes Weiland - participation de Julia Donaldson à l'adaptation
- 2012 : La Sorcière dans les airs (Room on the Broom), réalisé par Max Lang et Jan Lachauer - participation de Julia Donaldson à l'adaptation
- 2015 : Monsieur Bout-de-Bois (Stick Man), réalisé par Jeroen Jaspaert et Daniel Snaddon
- 2016 : Un conte peut en cacher un autre (Revolting Rhymes), réalisé par Jakob Schuh, Jan Lachauer et To Bin-han
- 2017 : Le Rat scélérat (The Highway Rat) de Jeroen Jaspaert
- 2018 : Zébulon, le dragon, également intitulé Zogg (Zog), réalisé par Max Lang et Daniel Snaddon
- 2020 : Zébulon le dragon et les Médecins volants (Zog and the Flying Doctors) de Sean P. Mullen
- 2020 : La Baleine et l'Escargote (The Snail and the Whale), réalisé par Max Lang et Daniel Snaddon
- 2021 : Superasticot (en) (Superworm), réalisé par Jac Hamman et Sarah Scrimgeour
- 2022 : Les Tourouges et les Toubleus (The Smeds and the Smoos), réalisé par Samantha Cutler et Daniel Snaddon
- 2023 : Tabby McTat, réalisé par Jac Hamman et Sarah Scrimgeour